# Wycofanie (socjologia)
Wycofanie lub rezygnacja to jeden z przejawów dewiacji społecznej w ujęciu Roberta Mertona polegający na całkowitym odrzuceniu norm społecznych lub wartości uznawanych w danym społeczeństwie. Oznacza ono też odrzucenie celów grupowych oraz środków realizacji tychże celów.
Przejawami tego typu dewiacji może być bezdomność, prostytucja czy narkomania we współczesnym społeczeństwie. Jeżeli jednak osoby wycofujące się z systemu aksjonormatywnego tworzą alternatywne normy i wartości, wówczas zachowanie takie określane jest jako bunt.
Wycofanie może przybierać formę np. hobby, pasji, którym człowiek oddaje się bez reszty, co jest równoważne z nieuczestniczeniem w społeczeństwie. Formą wycofania jest subkultura. Skrajnym zaś przypadkiem wycofania jest samobójstwo.